# Stanley Peak, British Columbia
Stanley Peak är en bergstopp i Kanada.   Den ligger i provinsen British Columbia, i den centrala delen av landet, 3 000 km väster om huvudstaden Ottawa. Toppen på Stanley Peak är 3 155 meter över havet, eller 302 meter över den omgivande terrängen. Bredden vid basen är 1,2 km.
Terrängen runt Stanley Peak är huvudsakligen bergig.Trakten runt Stanley Peak är nära nog obefolkad, med mindre än två invånare per kvadratkilometer.. Det finns inga samhällen i närheten. 
Trakten runt Stanley Peak består i huvudsak av gräsmarker.